# Авіасвіт-XXI

Логотип аерокосмічного салону «АВІАСВІТ-XXI»

«АВІАСВІТ-XXI» — український аерокосмічний салон. Відбувається раз на 2 роки на території аеродрому «Київ-Антонов» (м. Гостомель).
На салоні демонструються сучасні зразки авіакосмічної техніки, вузлів і компонентів устаткування для аеропортів та відповідних послуг, технологічних процесів, устаткування і матеріалів для наукомісткого машинобудування. У 2014 році захід проходитиме у Міжнародному виставковому центрі.
Під час проведення відбуваються:
- науково-практичні конференції та семінари з актуальної авіакосмічної тематики, проблем наукомісткого машинобудування;
- проводяться ділові зустрічі та «круглі столи» за участю керівників і представників державних, комерційних структур, наукових установ України й закордонних держав;
- демонстраційні польоти авіатехніки і літальних апаратів, пресконференції для журналістів, презентації фірм-учасниць, шоу-програми;
- експозиція підприємств, авіаційне шоу з показовими польотами авіації, планерів та інших повітряних апаратів, пресконференції та презентації фірм, екскурсії, ділова і культурна програми.
- науково-технічні симпозіуми й конференції, семінари та творчі дискусії, на яких визначаються тенденції, шляхи розвитку авіації та космонавтики у XXI столітті.

У рамках роботи виставки демонструються сучасні зразки техніки й технології, ретро-авіатехніка і робочі моделі літаків.
Салон — це можливість надати достеменно вірну інформацію для закордонних партнерів про українських виробників та споживачів, а також унікальна можливість продемонструвати можливості власної техніки іноземним виробникам.

## Організація
Організатори Салону:
- Міністерство промислової політики України
- Міністерство оборони України
- Міністерство транспорту та зв'язку України
- Національне космічне агентство України
- Київська міська державна адміністрація
- Київська обласна державна адміністрація
- Державний авіабудівний концерн «Антонов»
- Міжнародний виставковий центр

## Філософія салону
Авіакосмічна промисловість України — одна з найбільш високотехнологічних галузей вітчизняної індустрії, яка концентрує у собі передові досягнення науки і техніки. Завдяки досвіду фахівців, використанню новітніх технологій і сучасному устаткуванню Україна здатна забезпечити розробку і виробництво літаків, ракет-носіїв, космічних апаратів, авіаційних і ракетних двигунів, радіоелектронного устаткування.
Доказом цього стало створення сучасного середнього транспортного літака Ан-70, близькомагістрального пасажирського літака нового покоління Ан-140, ракети-носія «Зеніт-3SL» для виведення на космічні орбіти супутників за міжнародним проєктом «Морський старт». Українські літаки «малої авіації» і повітряні кулі широко використовуються у сільському господарстві, геодезії, гідрометеорології, контролі за станом навколишнього середовища. На території України зараз функціонує 36 аеропортів. Лайнери українських авіакомпаній виконують рейси в 35 країн світу за 105 маршрутам, швидкими темпами розвиваються міжнародні вантажні авіаперевезення.

## Мета організації
Основна мета виставки — розширення коопераційних зв'язків між підприємствами авіакосмічної галузі, просування вітчизняної техніки на світовий ринок, популяризація авіації у широкої публіки.
Це пропаганда і самої держави, і прославляння обдарованого народу. В перспективі підготовка і проведення вітчизняної виставки має створення українського IDEX чи Le Bourget. Сьогодні один з пріоритетних напрямів розвитку економіки — це реалізація науково-технічних програм і проєктів у галузі наукомісткого машинобудування, забезпечення внутрішнього ринку конкурентоздатними технологіями, устаткуванням та інструментами; нарощування експортного потенціалу. Це обумовлює проведення в Україні авіакосмічних салонів з залученням провідних підприємств і наукових установ авіакосмічної й машинобудівної галузей з різних країн світу.

## Тематичні розділи Салону
- Літальні апарати всіх типів та призначень, їх обслуговування та будування
- Ракетні системи, космічні апарати та космічні технології
- Авіаційні та ракетні двигуни
- Паливно-мастильні матеріали та технічні рідини
- Бортове та наземне обладнання для літальних апаратів
- Системи навігації та управління польотом
- Системи рятування та життєзабезпечення
- Обслуговування аеропортів, терміналів, авіаперевезення
- Авіаційні технології та матеріали
- Авіаційне озброєння
- Комплекси ракетного озброєння
- Системи протиповітряної оборони та безпеки
- Озброєння та військова техніка сухопутних військ та ВМФ
- Технології та системи зв'язку
- Комп'ютерні технології
- Конверсійні високі технології
- Утилізація авіаційної, ракетної техніки та боєприпасів
- Ремонт, модернізація та технічне обслуговування авіаційної техніки
- Обладнання та інструменти для літакобудування, ракетних систем, космічних апаратів і для наукомісткого машинобудування
- Підготовка та перепідготовка спеціалістів
- Медицина для екіпажу та пасажирів літальних апаратів
- Льотні клуби та школи, авіамоделізм
- Автомобільна техніка
- Фінансові послуги, лізинг, страхування, логістика

## Завдання
Основне завдання Салону — показ досягнень творців та виробників авіаційно-космічної техніки, створення умов для їх просування на світовий ринок, розвиток міжнародного співробітництва у реалізації великих авіаційних і космічних проектів.
Особливість Салону — акцентоване демонстрування досягнень авіаційної техніки у галузі транспортної авіації, літаків, спеціалізованих на перевезенні вантажу від малих до рекордних за вагою, конвертованих з пасажирських у вантажні, протипожежні, санітарні тощо; широка можливість для демонстрування натурних зразків літальних апаратів і гелікоптерів.
«АВІАСВІТ-XXI» дає можливість усім категоріям зацікавлених осіб не тільки ознайомитися з сучасними зразками авіаційної, ракетно-космічної техніки, а й забезпечити свою участь у постачаннях запасних частин для літаків, ракетно-космічних систем, найновішого бортового обладнання, матеріалів та технологічних процесів для наукомісткого машинобудування. Участь у салоні «АВІАСВІТ-XXI» — унікальна можливість розпочати або розвивати співпрацю у кооперованому виробництві авіаційної техніки разом з українськими підприємствами, продукція яких має стабільний попит на світовому ринку. Це стосується й участі іноземних партнерів у технологічному оновленні виробництва в Україні.

## Результати проведення
| № п/п | Дата             | Країн                                     | Експонатів                                | Представлено ЛА                           | Відвідувачів                              | Події |
| ----- | ---------------- | ----------------------------------------- | ----------------------------------------- | ----------------------------------------- | ----------------------------------------- | --- |
| 1     | 19.10-23.101999  | 8                                         | 63                                        |                                           |                                           | |
| 2     | 14.09-17.09.2000 |                                           |                                           |                                           |                                           | [ 5 ] |
| 3     | 14.09-18.09.2002 |                                           |                                           |                                           |                                           | [ 7 ] |
| 4     | 18.09-21.09.2004 |                                           |                                           |                                           |                                           | [ 10 ] |
| 5     | 8.06-12.06.2006  |                                           |                                           |                                           |                                           | Одеський авіаційний завод представив біплан Анатра-2 (репліка Анатра Анасаль).                                                             |
| 6     | 25.09-29.09.2008 | 22                                        |                                           |                                           |                                           | [ 27 ] |
| 7     | 30.09-04.10.2010 | 32                                        | 295                                       |                                           | >500.000                                  | [ 30 ] [ 31 ] |
| 8     | 27.09-01.10.2012 | 35                                        | 304                                       | 84                                        |                                           | Встановлено рекорд висоти підйому вертольота типу Мі-8МСБ до висоти 8200 метрів.                                                           |
| 9     | 24.09-27.09.2014 |                                           | 75                                        |                                           |                                           | Проводиться спільно з ХІ Міжнародною спеціалізованою виставкою "Зброя та безпека-2014". Представлено Л-39М, МСБ-2, Softex Aero V24 та V52. |
| 10    | 11.10-14.10.2016 |                                           |                                           |                                           |                                           | Проводиться спільно з ХІІІ Міжнародною спеціалізованою виставкою «Зброя та безпека – 2016»                                                 |
| 11    | 9.10-12.10.2018  | 18                                        |                                           |                                           |                                           | SoftexAero V22 |
|       | 13.10-16.10.2020 | Перенесено у зв'язку з пандемією COVID19. | Перенесено у зв'язку з пандемією COVID19. | Перенесено у зв'язку з пандемією COVID19. | Перенесено у зв'язку з пандемією COVID19. | Перенесено у зв'язку з пандемією COVID19.                                                                                                  |
| 12    | 15.06-18.06.2021 | [ 53 ] [ 54 ]                             |                                           |                                           |                                           | Проводився фінал конкурсу Sikorsky Challenge.                                                                                              |
| 13    | 27.09-30.09.2022 |                                           |                                           |                                           |                                           | З 2022, виставки «Авіасвіт-XXI» та «Зброя та безпека» об'єднано у єдину Міжнародну оборонну виставку України.                              |
| 14    | 2024             |                                           |                                           |                                           |                                           | |

### 2010
У 2010 році авіасалон проводився з 30 вересня по 4 жовтня. На авіасалоні було оголошено про чергові плани ДК «Антонов» — побудувати 92 літаки Ан-148 і Ан-158 в 2011⁣ — ⁣2015 рр.. Зокрема, в 2011 р. має бути зібрано 9 машин, в 2012 р. темпи збільшаться до 15 машин, в 2013 р. — до 20 і в 2014 і 2015 рр.. має бути створено по 24 літаки. Це тільки плани з української збірки. На Воронезькому авіазаводі (ВАЛТ) РФ планується зібрати в 2011 р. 18 літаків, в 2012 р. — 24, в 2013 і 2014 рр.. — по 36 літаків.
На Ан-158 вже укладені контракти на постачання 20 літаків до РФ, а також є опціони (попередні замовлення) на постачання 5 літаків на внутрішній ринок, 6 — на Кубу, 12 — у РФ, 64 — у Іран. За Ан-148 ситуація ще оптимістичніша — вже укладено контракти на постачання 93 машин, 6 з яких залишаться в Україні, 78 відлетять до РФ, 2 — до М'янми, 7 — у Казахстан. Якщо перейти до конкретних контрактами, то в ході авіасалону був підписаний меморандум про постачання 6 літаків сімейства Ан-148/158/168 в VIP-версії для державної авіакомпанії «Україна». Раніше в КБ «Антонова» вже анонсували підписання даного контракту у квітні 2010 року, але поки підписали тільки проміжний меморандум, коли почнуться поставки — невідомо.
Експерти це пов'язують зі складностями в самій держкорпорації при виробництві Ан-148 і інших машин сімейства. Поки що темпи виробництва знаходяться на рівні кількох одиниць на рік. Це підтверджує інформація альянсу українських авіакомпаній на чолі з «АероСвітом» про те, що парк Ан-148 альянсу до кінця 2011 р. збільшиться з сьогоднішніх 2 до 7 машин. Раніше говорилося про 10 Ан-148 до 2011 р.
Крім того, ДП «Антонов» і ДП "Лізингтехтранс" підписали «Протокол про наміри» на закупівлю лізинговою компанією ще десяти літаків Ан-148 для інших українських і зарубіжних компаній.
Ще один перспективний контракт був підписаний в ході авіасалону з Іраном. Його представники заявили про бажання купити як мінімум 30 літаків Ан-158 і приблизно стільки ж зібрати на своєму заводі в Ісфахані.